# Clay (Nyugat-Virginia)
Clay település az Amerikai Egyesült Államok Nyugat-Virginia államában, Clay megyében, melynek megyeszékhelye is. Lakosainak száma 396 fő (2020. április 1.).

## Népesség
A település népességének változása:

| 2010 | 491 |
| 2020 | 396 |